# Ishiharella polyphemus
Ishiharella polyphemus är en insektsart som först beskrevs av Matsumura 1931.  Ishiharella polyphemus ingår i släktet Ishiharella och familjen dvärgstritar. Inga underarter finns listade i Catalogue of Life.